# Critiques du Fonds monétaire international
Les critiques du Fonds monétaire international sont l'ensemble des reproches et mises en cause adressés au Fonds monétaire international. Les principales remises en cause sont liées aux politiques publiques préconisées ou imposées par le fonds en échange de son soutien économique.

## Critiques générales

### Orthodoxie
Paul Krugman, dans The Return of Depression Economics (1999), soutient que le FMI, du fait de la prédominance d'économistes issus de l'orthodoxie économique, ne peut structurellement pas proposer de solutions autres que celles, néolibérales, préconisées depuis les années 1980. Joseph E. Stiglitz, dans son livre consacré au FMI, La Grande Désillusion, soutient que le FMI a été noyauté par une forme exacerbée de la doctrine de la nouvelle économie classique du fait de l'influence de l'administration Reagan dans les années 1980.

### Inadéquation des préconisations
Selon Joseph Stiglitz, de l'orthodoxie économique du FMI découlerait une inadéquation quasi-systématique entre les problèmes rencontrés par les pays en développement et les politiques prônées par le FMI. Il soutient ainsi que le FMI a ainsi imposé des politiques austéritaires comme solution unique à des pays qui avaient au contraire besoin de relances budgétaires.

### Absence d'aide aux pays traités
Dans The IMF and Global Financial Crises, Joseph P. Joyce remarque que s'il est vrai que le FMI ne disposait pas du recul nécessaire pour déterminer les conséquences des dérégulations qu'il proposait, certains exemples latino-américains de la fin des années 1970 et du début des années 1980 (Argentine, Chili, Uruguay) auraient dû alerter les économistes du FMI. Le principal défaut de l'accompagnement du FMI a été que le fonds, « pendant les années 1980 et au début des années 1990, n'offrait pas aux pays émergents les outils pour réussir leur dérégulation ».

### Effets des programmes de crédits
Rodrik (1996) et Brid et Rowlands (1997) ont analysé, séparément, l'évolution des flux de capitaux privés dans les pays qui ont reçu des crédits du FMI dans les années 1980. Ils ne trouvent aucune preuve que l'offre de crédits du FMI ait jamais pu jouer le rôle de catalyseur, ou d'entraîneur, et ait ainsi pu par un effet vertueux attirer des flux de capitaux privés.

### Système de vote
Le système de vote au sein du FMI est un suffrage censitaire, fondé sur le financement apporté par chacun des États votant. Cela implique une influence prépondérante des États-Unis sur les autres pays développés, qui eux-mêmes ont beaucoup plus de voix que les pays en développement. Ainsi, en 1993, Maurice Allais écrivait qu'« il n'y a personne qui ne puisse reconnaître que les organisations mondiales comme le FMI, la Banque mondiale ou le Gatt sont dominées, sinon manipulées, par les États-Unis ».

## Critiques particulières

### Crise mexicaine de 1982
Après le deuxième choc pétrolier de 1979, la Réserve fédérale des États-Unis augmente ses taux directeurs afin de lutter contre l'inflation. Cela a un effet déstabilisateur sur plusieurs économies d'Amérique latine, qui subissent des sorties de capitaux, les investisseurs cherchant à placer leurs capitaux aux États-Unis, où la rémunération est désormais plus élevée. Le Mexique fait partie des pays les plus touchés par ce phénomène.
En 1982, le FMI approuve un prêt de 3,75 milliards de dollars, et coordonne les créanciers du Mexique, à savoir 500 banques privées, qui renouvellent leur crédit et prêtent 5 milliards de dollars de plus. En échange de cela, le FMI exige que le Mexique divise par deux son déficit public. Le FMI est chargé de suivre l'évolution des comptes publics et de la situation macroéconomique mexicaine. Le FMI se retrouve alors dans une situation compliquée, en étant à la fois un gardien de l'ordre monétaire international, et en même temps, en étant délégué et en partenariat avec des banques privées.

### Crise indonésienne de 1997
L'Indonésie voit son économie fragilisée, à partir de 1997, par la crise économique asiatique. Plusieurs facteurs frappent le pays, dont notamment une convergence entre des chocs externes (une contagion financière, des termes de l'échange dégradés), des problèmes structurels (un endettement privé étranger important, des banques fragiles), et des mauvaises politiques publiques. L'Indonésie se tourne vers le FMI.
Le FMI et l'Indonésie signent un accord en janvier 1998. L’État avait accordé à des proches du président Soeharto le monopole du clou de girofle et de l'huile de palme, ce qui retenait l'économie du pays ; le FMI exige la fin de ces monopoles détenus par les proches du pouvoir. Aussi, l’État doit mettre fin aux subventions à la nourriture et à l'énergie, qui grevaient les finances publiques. Enfin, afin de restaurer la confiance dans le système bancaire, seize banques doivent être fermées. Afin de réduire les déficits de la balance courante, le FMI impose une stratégie de réduction des déficits publics, qui vise à augmenter l'épargne nationale.
Certaines de ces préconisations se retournent contre le pays. Le coût de la nourriture et de l'énergie explose du fait de la fin des subventions, le phénomène étant accentué par la dépréciation de la monnaie qui rend plus chères les importations, ainsi que les sécheresses et mauvaises récoltes de l'année 1998. Des millions d'Indonésiens se retrouvent ainsi précarisés, ce qui cause des émeutes dans le pays. La fermeture des banques devait aider à prévenir une faillite du système bancaire, or cette fermeture a plutôt accentué la panique bancaire du fait de la peur des épargnants de ne pas retrouver leur épargne.
Aussi, la stratégie austéritaire visant à augmenter l'épargne nationale a été critiquée, car en Indonésie, l'origine de la crise n'était pas liée à des déficits publics trop importants, mais plutôt à un endettement privé excessif et un système bancaire faible.
Le président Soharto décide de mettre fin à ses engagements. Face à l'impossibilité de tenir, un nouvel accord est signé en avril 1998 pour 40 milliards de dollars. Les subventions à la nourriture et à l'énergie sont à nouveau mis en place. En mai, toutefois, les émeutes provoquent la chute du président.

### Crise brésilienne de 1999
La crise économique brésilienne de 1999 a contraint le pays à demander l'aide du FMI. En échange de son soutien budgétaire, le FMI a imposé trois principales mesures : une augmentation du taux d'intérêt, l'austérité fiscale, et des réformes structurelles.
L'augmentation des taux d'intérêt a été décidée afin de permettre une augmentation de la valeur d'équilibre de la devise. Toutefois, l'augmentation des taux a aussi eu pour conséquence de réduire l'investissement domestique, augmentant les risques de défaut des entreprises, dont des banques. En plus de cela, le real brésilien s'était déjà stabilisé avant la remontée des taux. Ces politiques ont fait l'objet de critiques, a priori et a posteriori, par des économistes tels que Jeffrey Sachs, Paul Krugman et Joseph Stiglitz.

### Crise turque de 2000
La Turquie demande de l'aide au FMI en 2000. Le fonds débloque 10 milliards de dollars, en échange de l'abandon de l'ancrage du taux de change et en faveur d'un flottement libre de la lire en février 2001. La devise se déprécie de 45%, malgré des taux d'intérêt élevés. Une crise bancaire a lieu, et une récession.

## Réponses aux critiques

### Effets des politiques
Certains économistes ont soutenu que l'absence d'effet catalyseur des lignes de crédit du FMI est due au fait que la plupart des programmes du FMI n'ont pas été menés jusqu'à leur fin par les pays qui les avaient demandés. Une étude de Bordo, Mody et Oomes (2004) montre que les flux de capitaux privés augmentent lorsqu'un programme du FMI atteint sa complétude, et que le pays se relève d'une situation mauvaise, mais pas catastrophique.
Mody et Saravia montrent ensuite (2006) que la présence d'un programme du FMI est associé à de plus faibles spreads sur les obligations, c'est-à-dire à un moindre coût de l'emprunt public, lorsque le pays est dans une situation mauvaise, mais pas catastrophique. Les auteurs émettent l'hypothèse que cela est dû au fait que lorsque le FMI aide un pays, la confiance dans le pays augmente, et les achats d'obligations augmentent, ce qui réduit leur taux d'intérêt. Ce résultat est confirmé par Eichengreen, Kletzer et Mody (2006).

### Inefficacité des politiques alternatives
Le livre de Joseph Stiglitz a fait l'objet d'une réponse par Kenneth Rogoff, qui remarque que les préconisations alternatives de Stiglitz à celles du FMI, telles que l'augmentation des dépenses publiques dans des situations où les finances publiques n'étaient pas assainies, n'auraient pas eu les effets positifs escomptés.
Dans The IMF and Global Financial Crises, Joseph P. Joyce souligne l'échec des politiques hétérodoxes mises en œuvre par l'Argentine et le Brésil pour échapper au FMI en 1985 et 1986. L'Argentine a mis en place une nouvelle devise, l'austral, ainsi qu'un contrôle des taux d'intérêt. Les déficits publics continuels ont stimulé l'inflation, et les politiques mises en place n'ont pas permis de stabiliser la situation fiscale. Au Brésil, le contrôle des prix a été contrecarré par les hausses des salaires, nourrissant l'inflation.

### Mécompréhension des politiques prônées
Le FMI a pour réputation d'avoir poussé à la libéralisation financière dans les pays participant à ses programmes. Une étude de Joye et Noy (2008) analyse des données empiriques de pays ayant participé à des programmes du FMI dans les années 1990, et montre que ces pays ont plus supprimé les contrôles de capitaux que d'autres pays dans les mêmes circonstances. Toutefois, Edwards (2003) montre que les ouvertures économiques dans les années 1980, notamment en Amérique latine, ont été le fait des gouvernements nationaux, sans que le FMI n'ait à exercer de pression.
Une étude interne indépendante du Independent Evaluation Office du FMI (2005) a atteint la même conclusion : « En résumé, le FMI a sans aucun doute encouragé les pays qui le voulaient à aller de l'avant et libéraliser les capitaux, et a même soutenu de telles initiatives, surtout avant la crise économique est-asiatique, mais il n'y a aucune preuve que le fonds ait exercé une pression pour pousser les pays à aller plus vite qu'ils ne le voulaient ».

### Système de vote
Si le système de vote du FMI est bien censitaire, les décisions les plus courantes du fonds, comme l'approbation d'un programme d'ajustement structurel ou l'ouverture d'une ligne de crédit à un pays en difficulté, nécessitent une majorité de 50 % à laquelle les États-Unis ne peuvent arriver seuls. Les pays en développement peuvent ainsi opposer une minorité de blocage (15 % des voix) en cas d'une décision qu'ils désapprouveraient. En plus de cela, le directeur général du fonds est en règle générale un européen.

### Évolution des positions
Les positions du FMI ont évolué à travers le temps. En 1997, un comité interne au FMI avait recommandé que la libéralisation pleine et entière des systèmes bancaires et financiers nationaux soit gravé comme un des objectifs du FMI. Cette position était soutenue par le vice-directeur général du FMI, Stanley Fischer. Le déclenchement de la crise financière asiatique quelques mois plus tard a incité certains économistes, comme Barry Eichengreen et Dani Rodrik, à critiquer la position du FMI, causant l'abandon du projet. La position du FMI sur le sujet a ensuite évolué car, lors de la crise économique islandaise en 2008, le FMI a soutenu la mise en place de contrôles de capitaux en Islande. Dans un papier publié en 2010, le FMI a montré et admis l'utilisé des contrôles de capitaux dans certaines situations.
En 2016, le FMI a publié un article écrit par trois de ses économistes, qui affirmaient : « En somme, les avantages de telles politiques [néolibérales] qui sont une partie importante de l'agenda néolibéral semblent avoir été exagérés. En ce qui concerne l'ouverture financière, certains flux de capitaux, comme les investissements directs à l'étranger, sont bénéfiques aux pays qui les reçoivent. Mais pour d'autres, comme les flux de capitaux de court terme, les bénéfices en matière de croissance sont faibles, alors que les risques, en matière de volatilité et le risque de crise, sont importants »,.